# Slam Dunk (Da Funk)
Slam Dunk (Da Funk) is een nummer van de Britse boyband 5ive uit 1997. Het is de eerste single van hun titelloze debuutalbum.
Het nummer bevat een sample uit "Clap Your Hands" van Herbie Crichlow, vandaar dat hij dan ook op de credits vermeld staat. "Slam Dunk (Da Funk)" werd in een aantal landen een hit, en betekende dan ook de doorbraak voor 5ive. In zowel het Verenigd Koninkrijk als de Nederlandse Top 40 haalde het nummer de 10e positie, en in de Vlaamse Ultratop 50 kwam het tot de 6e positie.